# 仲町台
仲町台（なかまちだい）は、神奈川県横浜市都筑区の地名。現行行政地名は仲町台一丁目から仲町台五丁目。住居表示実施済区域。

## 地理
都筑区の東部に位置し、南東に大熊町、南に折本町、南西に桜並木、西に茅ケ崎南、北西に勝田南、北東に新栄町、東に港北区新羽町と接している。

### 面積
面積は以下の通りである。
| 丁目         | 面積（km²） |
| ------------ | ----------- |
| 仲町台一丁目 | 0.126       |
| 仲町台二丁目 | 0.103       |
| 仲町台三丁目 | 0.151       |
| 仲町台四丁目 | 0.155       |
| 仲町台五丁目 | 0.100       |
| 計           | 0.635       |

### 地価
住宅地の地価は、2025年（令和7年）1月1日の公示地価によれば、仲町台2-12-12の地点で35万2000円/m²となっている。

## 歴史

### 沿革
- 1987年（昭和62年）5月6日 - 住居表示の実施に伴い、大熊町、新羽町の各一部から仲町台二丁目と三丁目を新設[7]。横浜市緑区仲町台となる。
- 1989年（平成元年）2月27日 - 住居表示の実施に伴い、大熊町、折本町の各一部から仲町台四丁目を新設[8]。
- 1990年（平成2年）7月9日 - 住居表示の実施に伴い、大熊町、折本町、勝田町、新羽町、東方町の各一部から仲町台五丁目を新設[9]。
- 1992年（平成4年）10月19日 - 住居表示の実施に伴い、緑区新羽町の全部、大熊町の一部から仲町台一丁目を新設。緑区新羽町が消滅[10]。
- 1994年（平成6年）11月6日 - 行政区再編成に伴い、都筑区を新設。横浜市都筑区仲町台となる[11]。

### 町名の変遷
| 実施後       | 実施年月日                | 実施前（各町名ともその一部）                     |
| ------------ | ------------------------- | ------------------------------------------------ |
| 仲町台一丁目 | 1992年（平成4年）10月19日 | 新羽町（全域）、大熊町（一部）                   |
| 仲町台二丁目 | 1987年（昭和62年）5月6日  | 大熊町、新羽町（各一部）                         |
| 仲町台三丁目 | 1987年（昭和62年）5月6日  | 大熊町、新羽町（各一部）                         |
| 仲町台四丁目 | 1989年（平成元年）2月27日 | 大熊町、折本町（各一部）                         |
| 仲町台五丁目 | 1990年（平成2年）7月9日   | 大熊町、折本町、勝田町、新羽町、東方町（各一部） |

## 世帯数と人口
2025年（令和7年）6月30日現在（横浜市発表）の世帯数と人口は以下の通りである。
| 丁目         | 世帯数    | 人口    |
| ------------ | --------- | ------- |
| 仲町台一丁目 | 1,655世帯 | 2,953人 |
| 仲町台二丁目 | 316世帯   | 670人   |
| 仲町台三丁目 | 971世帯   | 2,455人 |
| 仲町台四丁目 | 667世帯   | 1,318人 |
| 仲町台五丁目 | 1,242世帯 | 2,291人 |
| 計           | 4,751世帯 | 9,687人 |

### 人口の変遷
国勢調査による人口の推移。
| 年                 | 人口  |
| ------------------ | ----- |
| 1995年（平成7年）  | 3,344 |
| 2000年（平成12年） | 6,849 |
| 2005年（平成17年） | 8,061 |
| 2010年（平成22年） | 9,473 |
| 2015年（平成27年） | 9,854 |
| 2020年（令和2年）  | 9,808 |

### 世帯数の変遷
国勢調査による世帯数の推移。
| 年                 | 世帯数 |
| ------------------ | ------ |
| 1995年（平成7年）  | 1,402  |
| 2000年（平成12年） | 3,056  |
| 2005年（平成17年） | 3,635  |
| 2010年（平成22年） | 4,185  |
| 2015年（平成27年） | 4,505  |
| 2020年（令和2年）  | 4,683  |

## 学区
市立小・中学校に通う場合、学区は以下の通りとなる（2024年11月時点）。
| 丁目         | 番・番地等 | 小学校             | 中学校             |
| ------------ | ---------- | ------------------ | ------------------ |
| 仲町台一丁目 | 全域       | 横浜市立折本小学校 | 横浜市立早渕中学校 |
| 仲町台二丁目 | 全域       | 横浜市立折本小学校 | 横浜市立早渕中学校 |
| 仲町台三丁目 | 全域       | 横浜市立折本小学校 | 横浜市立早渕中学校 |
| 仲町台四丁目 | 全域       | 横浜市立折本小学校 | 横浜市立早渕中学校 |
| 仲町台五丁目 | 全域       | 横浜市立折本小学校 | 横浜市立早渕中学校 |

## 事業所
2021年（令和3年）現在の経済センサス調査による事業所数と従業員数は以下の通りである。
| 丁目         | 事業所数  | 従業員数 |
| ------------ | --------- | -------- |
| 仲町台一丁目 | 284事業所 | 2,599人  |
| 仲町台二丁目 | 30事業所  | 635人    |
| 仲町台三丁目 | 33事業所  | 805人    |
| 仲町台四丁目 | 33事業所  | 228人    |
| 仲町台五丁目 | 48事業所  | 900人    |
| 計           | 428事業所 | 5,167人  |

### 事業者数の変遷
経済センサスによる事業所数の推移。
| 年                 | 事業者数 |
| ------------------ | -------- |
| 2016年（平成28年） | 361      |
| 2021年（令和3年）  | 428      |

### 従業員数の変遷
経済センサスによる従業員数の推移。
| 年                 | 従業員数 |
| ------------------ | -------- |
| 2016年（平成28年） | 4,559    |
| 2021年（令和3年）  | 5,167    |

### 主な事業所
- ソディック本社
- テクノメディカ本社
- サカタのタネ本社
- 東京濾器本社
- MIC（マーケティング）本社

## 交通
- 横浜市営地下鉄ブルーライン仲町台駅

## 施設
- 仲町台駅前郵便局[21]
- 仲町台地区センター[22]
- 業務スーパー 仲町台店[23]
- 都筑警察署 仲町台駅前交番

## その他

### 日本郵便
- 郵便番号 : 224-0041[3]（集配局：都筑郵便局[24]）

### 警察
町内の警察の管轄区域は以下の通りである。
| 丁目         | 番・番地等 | 警察署     | 交番・駐在所   |
| ------------ | ---------- | ---------- | -------------- |
| 仲町台一丁目 | 全域       | 都筑警察署 | 仲町台駅前交番 |
| 仲町台二丁目 | 全域       | 都筑警察署 | 仲町台駅前交番 |
| 仲町台三丁目 | 全域       | 都筑警察署 | 仲町台駅前交番 |
| 仲町台四丁目 | 全域       | 都筑警察署 | 仲町台駅前交番 |
| 仲町台五丁目 | 全域       | 都筑警察署 | 仲町台駅前交番 |